# Wojciech Duda
Wojciech Paweł Duda (ur. 19 listopada 1957 w Gdańsku) – polski historyk, publicysta, wydawca, redaktor naczelny „Przeglądu Politycznego”.
Główny doradca premierów Donalda Tuska (2007–2014 i od 2024) oraz Ewy Kopacz (2014–2015), doradca prezydenta Gdańska Pawła Adamowicza (2016–2017).

## Życiorys
W 1980 ukończył studia historyczne na Wydziale Humanistycznym Uniwersytetu Gdańskiego. Był dziennikarzem tygodnika „Samorządność” wydawanego przez NSZZ „Solidarność”. Po wprowadzeniu stanu wojennego zaangażował się w działalność podziemnych struktur związkowych. Wspólnie z Donaldem Tuskiem założył drugoobiegowe czasopismo „Przegląd Polityczny". Od końca lat 80. związany ze środowiskiem „gdańskich liberałów”.
Po przekształceniu „Przeglądu Politycznego” w oficjalnie wydawany kwartalnik został w 1991 jego redaktorem naczelnym. Pracował w gdańskiej Fundacji Liberałów, Kancelarii Sejmu oraz Biurze Krajowym Platformy Obywatelskiej.
6 grudnia 2007 objął funkcję głównego doradcy w gabinecie politycznym prezesa Rady Ministrów, w listopadzie 2015 odszedł z tego stanowiska. W 2016 został doradcą prezydenta Gdańska Pawła Adamowicza, pełnił tę funkcję do 2017. Następnie pracował jako główny specjalista w Kancelarii Prezydenta Gdańska. W marcu 2024 ponownie objął funkcję głównego doradcy w gabinecie politycznym prezesa Rady Ministrów.
Zasiadał w radzie Muzeum Gdańska (kadencja 2018–2021).

## Publikacje
Jest współautorem serii wydawniczej „Był sobie Gdańsk”.

## Nagrody
- Nagroda Prezydenta Miasta Gdańska w Dziedzinie Kultury za całokształt pracy, za inicjowanie i redakcję kwartalnika „Przegląd Polityczny” (2004)[5]